# Toyota Starlet
Toyota Starlet var en mellem 1973 og 1999 i flere generationer bygget minibil fra Toyota Motor.

## Publica Starlet P4/P5 (1973−1978)
Publica Starlet P4 var en sportslig tilføjelse til Publica P30 og kom på markedet i marts 1973 som todørs sedan og tredørs stationcar samt fra december 1973 som firedørs sedan i udstyrsvarianterne Standard, Deluxe, Hi-Deluxe, ST og SR.
Også efter introduktionen af P4 på det japanske marked kunne Publica P30 fortsat købes, også på flere europæiske markeder under navnet Toyota 1000. Med introduktionen af P4 blev udstyrsniveauet i Toyota 1000 i Europa forbedret.
P4 blev i 1976 lavet om til byggeserie P5. Ingen af modellerne kom på markedet i Europa.

## Starlet P6 (1978−1984)
Starlet P6 var efterfølgeren for Toyota 1000 og den eneste Starlet med baghjulstræk. Modellen fandtes i følgende versioner:
- 1,0 liter modelkode KP60, motorkode 2K 993 cm³ 33 kW/45 hk "DX"
- 1,2 liter modelkode KP62, motorkode 3K 1166 cm³ 40 kW/55 hk "DX" eller "S"
- 1,3 liter modelkode KP61, motorkode 4K 1290 cm³ 48 kW/65 hk "S" eller "DL"

Starlet P6 kom på det europæiske marked kort efter den teknisk lignende Mazda 323 i foråret 1978. Begge modeller havde baghjulstræk og stiv bagaksel. Starlet havde stødstangsmotor.
Historie:
- Oprindelig model med runde forlygter frem til august 1980.
- Første facelift i september 1980: Rektangulære forlygter, kortere motorhjelm.
- Andet facelift i september 1982: Kunststofkofangere, positionslygter ved siden af forlygter, bagagerumsklap trukket ned til kofanger, modificeret instrumentbræt (ligesom Toyota Tercel modelkode AL20)
- Stationcaren kunne i Tyskland kun fås som femdørs med 1,0-litersmotor og havde bagaksel med bladfjedre; i Østrig solgtes modellen kun med tre døre.
- Starlet med automatgear fandtes kun som tredørs med 1,3-litersmotor og "DL"-udstyr mellem februar 1982 og august 1982.
- I en periode fandtes Starlet med 1,2-litersmotor i en "S"-model med sportsfælge, omdrejningstæller og påfaldende lakering.
- Alle modeller i Europa uden katalysator havde karburator. I Sverige og Schweiz kunne Starlet fås med undertryksstyret udstødningsgastilbageføring, for at nedsætte skadestofemissionerne.

## Starlet P7 (1984−1989)
- Starlet P7 fandtes som 1,0 (modelkode EP70, motorkode 1E, 40 kW/54 hk) og 1,3 (modelkode EP71, motorkode 2E, 55 kW/75 hk).
- I Europa var dette den sidste Starlet-model med karburatormotor. I Schweiz havde Starlet på grund af strengere udstødningsnormer katalysator allerede fra 1986.
- I sidste modelår fandtes EP71 i visse europæiske lande med en kombination af karburator og reguleret katalysator.
- Starlet P7 (modelkode EP70, 40 kW/54 hk) fandtes også med 1,5-liters dieselmotor.

Udover de europæiske versioner som DX (afløst af XL) og S som sportslig variant fandtes der specielt til det japanske hjemmemarked en Turbo S-model (motorkode 2E-TELU), udstyret med en turboladet 1,3-liters indsprøjtningsmotor.
- I modsætning til de andre byggeserier fik den i Europa solgte P7 gennem sin samlede levetid intet facelift. Mod produktionens slutning introduceredes specialmodeller som Starlet "Cliff".

## Starlet P8 (1989−1994)
- Starlet P8 fandtes mellem december 1989 og januar 1996[1] med 1,0- (kode EP80, 40 kW/54 hk) og 1,3-liters (kode EP81, 60 kW/82 hk eller 55 kW/75 hk, motortype 2E og 2E-E, 12 ventiler) benzinmotor samt med 1,5-liters dieselmotor (kode NP80, 40 kW/54 hk). Modellen fandtes både med tre og fem døre. 4-sensorers ABS og servostyring kunne fås som ekstraudstyr.
- I Europa var P8 den første Starlet-model med elektronisk benzinindsprøjtning.

Udover de europæiske versioner som XLi, specialmodellen Jeans, OpenAir med foldetag og den sportslige version Si fandtes der på det japanske hjemmemarked igen en Turbo GT-variant med 1,3-liters indsprøjtningsmotor (motorkode 4E-FTE, 99 kW/135 hk).

### Tekniske data
|                                                | 1,0                 | 1,3                                     | 1,3                                     | 1,3                 | 1,3 Turbo                 | 1,5 D               |
| Model                                          | EP80                |                                         | EP81                                    |                     |                           | NP80                |
| Motordata                                      |                     |                                         |                                         |                     |                           |                     |
| Motorkode                                      |                     | 4E-F                                    | 2E-E                                    | 4E-FE               | 4E-FTE                    | 1N                  |
| Motortype                                      | R4-benzinmotor      | R4-benzinmotor                          | R4-benzinmotor                          | R4-benzinmotor      | R4-benzinmotor            | R4-dieselmotor      |
| Antal ventiler pr. cylinder                    | 3                   | 4                                       | 3                                       | 4                   | 4                         | 2                   |
| Ventilstyring                                  | OHC, tandrem        | DOHC, tandhjul/tandrem                  | OHC, tandrem                            | DOHC, tandrem       | DOHC, tandrem             | OHC, tandrem        |
| Fødesystem                                     | Karburator          | Karburator                              | Multipoint                              | Multipoint          | Multipoint                | Hvirvelkammer       |
| Trykladning                                    | –                   | –                                       | –                                       | –                   | Turbolader, ladeluftkøler | –                   |
| Køling                                         | Vandkøling          | Vandkøling                              | Vandkøling                              | Vandkøling          | Vandkøling                | Vandkøling          |
| Boring × slaglængde                            | 70,5 × 64,0 mm      | 74,0 × 77,4 mm                          | 73,0 × 77,4 mm                          | 74,0 × 77,4 mm      | 74,0 × 77,4 mm            | 74,0 × 84,5 mm      |
| Slagvolume                                     | 999 cm³             | 1331 cm³                                | 1296 cm³                                | 1331 cm³            | 1331 cm³                  | 1454 cm³            |
| Kompressionsforhold                            | 9,0:1               | 9,6:1                                   | 9,5:1                                   | 9,6:1               | 8,2:1                     | 22,0:1              |
| Maks. effekt ved omdr./min.                    | 40 kW (54 hk) /6000 | 60 kW (82 hk) /6400                     | 60 kW (82 hk) /6000                     | 73 kW (99 hk) /6600 | 99 kW (135 hk) /6400      | 40 kW (54 hk) /5200 |
| Maks. drejningsmoment ved omdr./min.           | 75 Nm /3800         | 110 Nm /3600                            | 104 Nm /5200                            | 116 Nm /5200        | 157 Nm /4800              | 91 Nm /3000         |
| Kraftoverførsel                                |                     |                                         |                                         |                     |                           |                     |
| Drivende hjul                                  | Forhjul             | Forhjul                                 | Forhjul                                 | Forhjul             | Forhjul                   | Forhjul             |
| Gearkasse (standardudstyr)                     | 4-trins manuel      | 4-trins manuel                          | 4-trins manuel                          | 5-trins manuel      | 5-trins manuel            | 5-trins manuel      |
| Gearkasse (ekstraudstyr)                       | 5-trins manuel      | 5-trins manuel eller 3-trins automatisk | 5-trins manuel eller 3-trins automatisk | 4-trins automatisk  | 4-trins automatisk        | –                   |
| Præstationer                                   |                     |                                         |                                         |                     |                           |                     |
| Topfart                                        |                     | 175 km/t (160 km/t)                     | 175 km/t (160 km/t)                     | 185 km/t            | 200 km/t                  | 155 km/t            |
| Acceleration 0-100 km/t                        |                     | 10,1 sek. (13,6 sek.)                   | 10,1 sek. (13,6 sek.)                   |                     |                           | 14,5 sek.           |
| Brændstofforbrug pr. 100 km ved blandet kørsel |                     |                                         | 6,7 liter Blyfri 91                     |                     |                           | 5,7 liter Diesel    |

1. ↑  Værdier i parentes ( ) gælder for versioner med automatgear.

## Starlet P9 (1996−1999)
Udover de europæiske versioner som indstigningsmodellen "J" og specialmodeller som "Carat" og "Moonlight", fandtes der specielt til højrestyrede markeder som Japan, New Zealand, Australien og England sportsmodellerne Glanza S og Glanza V med 1,3-liters benzinmotor med 63 kW/85 hk (motorkode 4E-FE) og 1,3-liters turbobenzinmotor med 100 kW/136 hk (motorkode 4E-FTE).
Modellen Glanza V var mere frisk i designet, men en ny front med store tågelygter, sideskørter, spoiler osv. Denne model kunne også tilkøbes med differentialespær.
Den i januar 1996 introducerede sidste generation af Starlet blev taget af modelprogrammet i juli 1999 til fordel for den nyudviklede og større Yaris.

### Tekniske data
|                                                | 1,3                    | 1,3 Turbo                 | 1,5 D               |
| Motordata                                      |                        |                           |                     |
| Motorkode                                      | 4E-FE                  | 4E-FTE                    | 1N                  |
| Motortype                                      | R4-benzinmotor         | R4-benzinmotor            | R4-dieselmotor      |
| Antal ventiler pr. cylinder                    | 4                      | 4                         | 2                   |
| Ventilstyring                                  | DOHC, tandhjul/tandrem | DOHC, tandhjul/tandrem    | OHC, tandrem        |
| Fødesystem                                     | Multipoint             | Multipoint                | Hvirvelkammer       |
| Trykladning                                    | –                      | Turbolader, ladeluftkøler | –                   |
| Køling                                         | Vandkøling             | Vandkøling                | Vandkøling          |
| Boring × slaglængde                            | 74,0 × 77,4 mm         | 74,0 × 77,4 mm            | 74,0 × 84,5 mm      |
| Slagvolume                                     | 1332 cm³               | 1332 cm³                  | 1454 cm³            |
| Kompressionsforhold                            | 9,6:1                  | 8,2:1                     | 22,0:1              |
| Maks. effekt ved omdr./min.                    | 55 kW (75 hk) /5400    | 99 kW (135 hk) /6400      | 40 kW (54 hk) /5200 |
| Maks. drejningsmoment ved omdr./min.           | 115 Nm /4100           | 157 Nm /4800              | 91 Nm /3000         |
| Kraftoverførsel                                |                        |                           |                     |
| Drivende hjul                                  | Forhjul                | Forhjul                   | Forhjul             |
| Gearkasse (standardudstyr)                     | 5-trins manuel         | 5-trins manuel            | 5-trins manuel      |
| Gearkasse (ekstraudstyr)                       | 4-trins automatisk     | 4-trins automatisk        | 4-trins automatisk  |
| Præstationer                                   |                        |                           |                     |
| Topfart                                        | 170 km/t (165 km/t)    | >190 km/t                 | 155 km/t            |
| Acceleration 0-100 km/t                        | 11,2 sek. (17,4 sek.)  |                           | 14,5 sek.           |
| Brændstofforbrug pr. 100 km ved blandet kørsel |                        | 6,0 liter Blyfri 95       | 5,7 liter Diesel    |

1. ↑  Værdier i parentes ( ) gælder for versioner med automatgear.

### Sikkerhed
Modellen er af det svenske forsikringsselskab Folksam blevet bedømt som værende mindst 40 procent mindre sikker end middelbilen.